# كييل كارلسن
كييل كارلسن (بالنرويجية البوكمول: Kjell Karlsen)‏ هو ملحن وعازف بيانو نرويجي، ولد في 29 يوليو 1931 في ساربسبورغ في النرويج.

## وصلات خارجية
- كييل كارلسن على موقع IMDb (الإنجليزية)
- كييل كارلسن على موقع ميوزك برينز (الإنجليزية)
- كييل كارلسن على موقع ديسكوغز (الإنجليزية)